# Elena Baltacha
Elena Baltacha (Kíiv, URSS, 14 d'agost de 1983 − Ipswich, 4 de maig de 2014) va ser una tennista professional d'origen ucraïnès nacionalitzada britànica.
En la seva carrera va arribar al núm. 49 del món el 2010, i va guanyar 11 torneigs del circuit ITF en individuals i 4 en dobles. També el 2010, Baltacha va tenir victòries sobre les Top 10, incloent dues victòries sobre Li Na i una contra Francesca Schiavone. Sovint es comentava sobre el seu joc, que tenia una habilitat natural, però que li resulta difícil guanyar als moments decisius els punts crucials dels partits.

## Biografia
Va néixer a Kíiv però la seva família es va traslladar al Regne Unit quan el seu pare, Serguei Baltatxa, futbolista professional soviètic, va fitxar pel Ipswich Town. Posteriorment també va jugar amb el St. Johnstone i el Inverness Caledonian Thistle. La seva mare, Olga, també era esportista, i el seu germà Sergei també fou futbolista. Va créixer a les ciutats escoceses de Perth, Paisley.
A finals de 2013, un mes després de retirar-se del tennis, es va casar amb el seu entrenador Niño Severino, i es van instal·lar a Ipswich. Junts van crear l'escola Elena Baltacha Academy of Tennis a Ipswich, que encara segueix en actiu dirigit pel seu marit.
Baltacha va morir a conseqüència d'un càncer hepàtic el 4 de maig de 2014, a l'edat de 30 anys.

## Palmarès

### Palmarès ITF

#### Individual: 14 (11−3)
| Circuit ITF             |
| ----------------------- |
| Torneigs 100.000$ (2−1) |
| Torneigs 75.000$ (2−0)  |
| Torneigs 50.000$ (2−0)  |
| Torneigs 25.000$ (5−2)  |
| Torneigs 15.000$ (0−0)  |
| Torneigs 10.000$ (0−0)  |

| Títols per superfície |
| --------------------- |
| Dura (7−3)            |
| Gespa (4−0)           |
| Terra batuda (0−0)    |

| Resultat   | Núm. | Data                   | Torneig                 | Superfície | Oponent         | Marcador         |
| ---------- | ---- | ---------------------- | ----------------------- | ---------- | --------------- | ---------------- |
| Guanyadora | 1.   | 8 de juliol de 2002    | Felixstowe, Regne Unit  | Gespa      | Kelly Liggan    | 4−6, 6−2, 6−3    |
| Guanyadora | 2.   | 22 de juliol de 2002   | Pamplona, Espanya       | Dura (i)   | Virginie Pichet | 6−2, 6−1         |
| Finalista  | 1.   | 20 de setembre de 2004 | Jersey, Regne Unit      | Dura (i)   | Emma Laine      | 6−3, 2−6, 1−6    |
| Finalista  | 2.   | 9 de febrer de 2005    | Redbridge, Regne Unit   | Dura (i)   | Nika Ožegović   | 0−6, 3−6         |
| Guanyadora | 3.   | 12 d'octubre de 2005   | Jersey                  | Dura (i)   | Daniela Kix     | 6−4, 6−4         |
| Guanyadora | 4.   | 25 de març de 2008     | Jersey (2)              | Dura (i)   | Ana Vrljić      | 6−1, 6−3         |
| Guanyadora | 5.   | 1 d'abril de 2008      | Torhout, Bèlgica        | Dura (i)   | Iveta Benešová  | 6−7(5), 6−1, 6−4 |
| Guanyadora | 6.   | 21 d'abril de 2009     | Changwon, Corea del Sud | Dura       | Junri Namigata  | 6−3, 6−1         |
| Guanyadora | 7.   | 22 de setembre de 2009 | Shrewsbury, Regbe Unit  | Dura (i)   | Katie O'Brien   | 6−3, 4−6, 6−3    |
| Guanyadora | 8.   | 9 de febrer de 2010    | Midland, Estats Units   | Dura (i)   | Lucie Hradecká  | 5−7, 6−2, 6−3    |

#### Dobles femenins: 8 (4−4)
| Circuit ITF             |
| ----------------------- |
| Torneigs 100.000$ (0−0) |
| Torneigs 75.000$ (0−0)  |
| Torneigs 50.000$ (0−0)  |
| Torneigs 25.000$ (4−3)  |
| Torneigs 15.000$ (0−0)  |
| Torneigs 10.000$ (0−1)  |

| Títols per superfície |
| --------------------- |
| Dura (4−2)            |
| Gespa (0−1)           |
| Terra batuda (0−1)    |

| Resultat   | Núm. | Data                   | Torneig                 | Superfície   | Parella              | Oponents                          | Marcador            |
| ---------- | ---- | ---------------------- | ----------------------- | ------------ | -------------------- | --------------------------------- | ------------------- |
| Finalista  | 1.   | 30 d'abril de 2001     | Hatfield, Regne Unit    | Terra batuda | Nicola Trinder       | Natalia Egorova Ekaterina Sysoeva | 3−6, 6−4, 1−6       |
| Guanyadora | 1.   | 15 de juliol de 2002   | Valladolid, Espanya     | Dura         | Natacha Randriantefy | Leanne Baker Manisha Malhotra     | 6−2, 6−3            |
| Guanyadora | 2.   | 22 de juliol de 2002   | Pamplona, Espanya       | Dura (i)     | Kelly Liggan         | Yvonne Doyle Susanne Trik         | 6−7(6), 7−6(1), 6−3 |
| Guanyadora | 3.   | 11 d'octubre de 2004   | Sunderland, Regne Unit  | Dura (i)     | Jane O'Donoghue      | Eva Fislová S. Hrozenská          | 6−1, 4−6, 6−2       |
| Guanyadora | 4.   | 22 de setembre de 2005 | Glasgow, Regne Unit     | Dura (i)     | Margit Rüütel        | Anne Keothavong Karen Paterson    | 6−3, 6−7(2), 6−2    |
| Finalista  | 2.   | 21 de març de 2006     | Redding, Estats Units   | Dura         | Yevgenia Savransky   | Vasilisa Bardina Ahsha Rolle      | 7−5, 5−7, 4−6       |
| Finalista  | 3.   | 4 de juny de 2007      | Surbiton, Regne Unit    | Gespa        | Naomi Cavaday        | Karen Paterson Melanie South      | 1−6, 4−6            |
| Finalista  | 4.   | 21 d'abril de 2009     | Changwon, Corea del Sud | Dura         | Amanda Elliott       | Chang Kai-chen Chen Yi            | 4−6, 1−6            |

## Trajectòria

### Individual
| Open d'Austràlia | A           | A           | 1R          | A   | 3R          | Q2          | A           | Q2  | 2R          | 3R          | 2R          | 1R  | A   | 0 / 6     | 6 – 6     |
| Roland Garros | A           | A           | Q1          | A   | Q1          | Q1          | A           | Q1  | Q3          | 1R          | 2R          | 1R  | 1R  | 0 / 4     | 1 – 4     |
| Wimbledon | 1R          | 3R          | 1R          | 2R  | 1R          | A           | 1R          | 2R  | 2R          | 1R          | 2R          | 2R  | 1R  | 0 / 12    | 7 – 12    |
| US Open | Q1          | Q1          | A           | Q2  | Q1          | A           | Q1          | Q3  | Q3          | 2R          | 2R          | A   | Q3  | 0 / 2     | 2 – 2     |
| Jocs Olímpics | No celebrat | No celebrat | No celebrat | A   | No celebrat | No celebrat | No celebrat | A   | No celebrat | No celebrat | No celebrat | 2R  | NC  | 0 / 1     | 1 – 1     |
| Total Victòries−Derrotes |             |             |             |     |             |             |             |     |             |             |             |     |     | 342 – 243 | 342 – 243 |
| Rànquing a final d'any | 242         | 157         | 373         | 202 | 122         | 347         | 187         | 136 | 89          | 55          | 50          | 172 | 220 |           |           |
| Llegenda: G: Guanyadora; F: Finalista; SF: Semifinalista; QF: Quarts de final; Q: Qualificació; A: Absent; RR: Round Robin; |             |             |             |     |             |             |             |     |             |             |             |     |     |           |           |

### Dobles femenins
| Open d'Austràlia | A           | A           | A           | A   | A           | A           | A           | A   | A           | 2R          | A           | A  | 0 / 1  | 1 – 1  |
| Roland Garros | A           | A           | A           | A   | A           | A           | A           | A   | A           | A           | A           | A  | 0 / 0  | 0 – 0  |
| Wimbledon | 1R          | 1R          | 1R          | 1R  | 2R          | A           | 1R          | 1R  | 1R          | 2R          | A           | 1R | 0 / 10 | 2 – 10 |
| US Open | A           | A           | A           | A   | A           | A           | A           | A   | A           | A           | A           | A  | 0 / 0  | 0 – 0  |
| Jocs Olímpics | No celebrat | No celebrat | No celebrat | A   | No celebrat | No celebrat | No celebrat | A   | No celebrat | No celebrat | No celebrat | 1R | 0 / 1  | 0 – 1  |
| Rànquing a final d'any | 405         | 262         | 490         | 355 | 246         | 508         | 365         | 961 | 648         | –           | –           | –  |        |        |
| Llegenda: G: Guanyadora; F: Finalista; SF: Semifinalista; QF: Quarts de final; Q: Qualificació; A: Absent; RR: Round Robin; |             |             |             |     |             |             |             |     |             |             |             |    |        |        |

### Dobles mixts
| Open d'Austràlia | A  | A  | A | A  | A | A | A  | A  | A  | A  | 0 / 0 | 0 – 0 |
| Roland Garros | A  | A  | A | A  | A | A | A  | A  | A  | A  | 0 / 0 | 0 – 0 |
| Wimbledon | 3R | 1R | A | 1R | A | A | 1R | 2R | 2R | 2R | 0 / 7 | 5 – 7 |
| US Open | A  | A  | A | A  | A | A | A  | A  | A  | A  | 0 / 0 | 0 – 0 |
| Llegenda: G: Guanyadora; F: Finalista; SF: Semifinalista; QF: Quarts de final; Q: Qualificació; A: Absent; RR: Round Robin; |    |    |   |    |   |   |    |    |    |    |       |       |